# میرون
میرون (به عربی: میرون) روستایی فلسطینی، واقع در ۵ کیلومتری غرب صفد بود.